# 堀内茂男
堀内 茂男（ほりうち しげお、1933年―　）は日本の劇作家、放送作家。

## 人物・来歴
東京府生まれ。学習院大学経済学科卒業。
大学在学中に、演劇集団「マスカラ」の旗揚げに参加し、脚本を担当した。以後、テレビドラマやラジオ等において、構成作家として活動する。
長寿ラジオ番組『JET STREAM』のナレーション構成担当としても知られる。1970年より同番組に参加し、「遠い地平線が消えて…」で始まる有名なナレーションを手掛けた。その後1994年末で一旦降板したが、2002年より同番組の構成に復帰し、現在も取材を行う毎日である。

## 主な担当番組

### テレビドラマ
- ペンタックス・ミステリー「殺人計画」（フジテレビ系列、1959年11月22日）
- 東芝日曜劇場「南蛮菓子」（TBS系列、1962年6月24日）

### ラジオ番組
- JET STREAM（TOKYO FM・JFN系列、1967年 - 現在） - 担当期間：1970年 - 1994年・2002年 - 現在。
- 日本香堂ヒーリングステーション ときめきフォーエバー（RFラジオ日本、2002年 - 2006年）

## 主なメディア露出
- 2004年11月25日：『ディア・フレンズ』（TOKYO FM・JFN系列） - ゲスト出演。『JET STREAM』放送10,000回の日。
- 2007年1月25日：『報道ステーション』（テレビ朝日系列） - 番組特集の取材でVTR出演。
- 2007年7月3日：『JET STREAM 40th Anniversary Around the oneworld』（TOKYO FM・JFN系列） - 番組40周年特番の企画の1つ「Around the oneworld“夢旅”コンテスト」の審査員も担当。声での出演。

## 主な著書・戯曲
- 市場 - 「現代日本戯曲大系4 1957-1960」（2006年5月、三一書房、ISBN 4-380-71530-2）に収録
- 伽羅物語（戸田邦雄作曲オペラ） - 原作
- 『ジェット・ストリーム 写真と叙情による世界旅行』（1977年、ルック社）
- 『堀内茂男戯曲集 方丈記』（2000年4月、南斗書房、ISBN 4-434-00160-4）
- 『JET STREAM 旅への誘い詩集 〜遠い地平線が消えて〜』（2010年8月、TOKYO FM出版、ISBN 978-4-88745-234-3）